# Brin-sur-Seille
Brin-sur-Seille és un municipi francès, situat al departament de Meurthe i Mosel·la i a la regió del Gran Est.